# خط طول 5° شرق
خط طول 5° شرق هو أحد خطوط الطول الجغرافية، والتي تمتد من القطب الشمالي الجغرافي إلى القطب الجنوبي الجغرافي، وحسب التحويل الزمني يتقدم خط طول 5° شرق عن خط غرينتش بـ20 دقيقة.

## من القطب إلى القطب
ينطلق خط طول 5° شرق من القطب الشمالي نحو القطب الجنوبي مرورا بالمناطق التي ترد في الجدول التالي:
| الإحداثيات                       | البلد أو الإقليم أو البحر | ملاحظات |
| -------------------------------- | ------------------------- | --- |
| 90°0′N 5°0′E / 90.000°N 5.000°E  | المحيط المتجمد الشمالي    | |
| 81°22′N 5°0′E / 81.367°N 5.000°E | المحيط الأطلسي            | |
| 61°2′N 5°0′E / 61.033°N 5.000°E  | النرويج                   | Several islands, including Bremangerlandet، Sula وSotra, و the mainland. Entering في Vågsøya in سوغن وفيوردانه. Exiting south of Telavåg in هوردالان. |
| 60°13′N 5°0′E / 60.217°N 5.000°E | بحر الشمال                | |
| 53°17′N 5°0′E / 53.283°N 5.000°E | هولندا                    | جزيرة فليلاند |
| 53°16′N 5°0′E / 53.267°N 5.000°E | بحر وادن                  | |
| 52°56′N 5°0′E / 52.933°N 5.000°E | هولندا                    | مرورا بشرق أمستردام, و west of تيلبورخ |
| 51°26′N 5°0′E / 51.433°N 5.000°E | بلجيكا                    | مرورا عبر the Provinces of أنتفيرب (مقاطعة)، ليمبورغ (بلجيكا)، برابانت فلاماند، برابانت والون، لياج (مقاطعة)، نامور (مقاطعة) ولوكسمبورغ (مقاطعة).     |
| 49°47′N 5°0′E / 49.783°N 5.000°E | فرنسا                     | |
| 43°23′N 5°0′E / 43.383°N 5.000°E | البحر الأبيض المتوسط      | |
| 36°49′N 5°0′E / 36.817°N 5.000°E | الجزائر                   | |
| 19°17′N 5°0′E / 19.283°N 5.000°E | النيجر                    | |
| 13°44′N 5°0′E / 13.733°N 5.000°E | نيجيريا                   | |
| 5°50′N 5°0′E / 5.833°N 5.000°E   | المحيط الأطلسي            | |
| 60°0′S 5°0′E / 60.000°S 5.000°E  | المحيط الجنوبي            | |
| 70°3′S 5°0′E / 70.050°S 5.000°E  | القارة القطبية الجنوبية   | أرض الملكة مود، المطالب الإقليمية بالقارة القطبية الجنوبية by النرويج                                                                                 |